# Carlos Alós Ferrer
Carlos Alós Ferrer (Tortosa, provincia de Tarragona, España, 21 de julio de 1975) es un exfutbolista y entrenador de fútbol español que actualmente dirige a la Selección de Bielorrusia.

## Trayectoria
Alós nació en Tortosa y comenzó su carrera de futbolista jugando en la posición de guardameta en el CD Tortosa en 1993. Como guardameta, nunca apareció en un nivel superior a Tercera División, representando a clubs como CF La Sénia, Deportivo Alavés B, CD Don Benito, CD Tortosa, CF Amposta, UE Remolins-Bítem, CD Roquetenc y CF Jesús Catalonia, en el que se retiró en 2008 a la edad de 33 años.
Alós comenzó su carrera en los banquillos en 2003, dirigiendo a las categorías juveniles del Club de Futbol Amposta. En 2005 fue nombrado jugador-entrenador en el CD Roquetenc, logrando el ascenso de Primera Regional en su segunda temporada.
En 2008, Alós regresó al CD Tortosa como entrenador, pero renunció el 11 de febrero de 2009 para ingresar a la junta directiva del club. 
En enero de 2010, se marchó al extranjero por primera vez en su carrera, uniéndose al equipo del Kitchee SC de la Premier League de Hong Kong como asistente de Josep Gombau. 
Alós dejó Hong Kong en 2011 y se unió a la academia del FC Barcelona en Polonia, más concretamente en Varsovia. El 16 de enero de 2015, se hizo cargo del Pogoń Siedlce de la I Liga de Polonia, pero dejó el club en mayo de 2015.
En agosto de 2015, Alós se marchó a Kazajistán, para ayudar al equipo nacional en su proyecto de desarrollo del fútbol juvenil antes de ser nombrado en enero de 2017 entrenador de la Selección de fútbol sub-17 de Kazajistán. 
El 26 de julio de 2017, fue nombrado entrenador del FC Kairat Almaty, acordando un acuerdo hasta el final de la temporada. 
El 28 de noviembre de 2017, Alós extendió su contrato con FC Kairat Almaty por otros dos años, del que se marcharía de común acuerdo el 15 de octubre de 2018.
El 21 de enero de 2019 el técnico español firma con el equipo marroquí del FAR Rabat, uno de los equipos históricos del fútbol marroquí, un contrato que le vincula al club hasta el final de la temporada, con opción de renovación. Se marcharía del club marroquí el 10 de junio de 2019, solo un mes después de haber renovado por dos años, en una temporada en el que el equipo de la capital terminó 13ª posición de la Botola Pro 1. 
El 14 de junio de 2019, el Qatar Sports Club firmó a Alós en un contrato de dos temporadas, pero únicamente estaría 3 meses en el cargo tras comenzar su etapa con 4 derrotas en 4 partidos.
El 23 de septiembre de 2020, fue presentado como entrenador del Enosis Neon Paralimni de la Primera División de Chipre. Alós dirigió al club chipriota en 27 encuentros hasta el mes de marzo de 2021.
El 29 de marzo de 2022, se convierte en entrenador de la Selección de fútbol de Ruanda. En agosto de 2023, dejó su cargo en África para asumir como seleccionador de Bielorrusia hasta el final de la clasificación a la Eurocopa 2024.

## Clubes

### Como entrenador
| Club                           | País        | Año        |
| ------------------------------ | ----------- | ---------- |
| Club de Futbol Amposta Juvenil | España      | 2003-2005  |
| CD Roquetenc                   | España      | 2005-2007  |
| CD Tortosa                     | España      | 2007-2008  |
| Kitchee SC (2º Entrenador)     | Hong Kong   | 2010-2011  |
| Pogoń Siedlce                  | Polonia     | 2015       |
| Selección sub-17 de Kazajistán | Kazajistán  | 2017       |
| F. C. Kairat Almaty            | Kazajistán  | 2017-2018  |
| FAR Rabat                      | Marruecos   | 2019       |
| Qatar Sports Club              | Catar       | 2019       |
| Enosis Neon Paralimni          | Chipre      | 2020-2021  |
| Selección de Ruanda            | Ruanda      | 2022-2023  |
| Selección de Bielorrusia       | Bielorrusia | 2023- Act. |

## Palmarés

### Como entrenador

#### Campeonatos nacionales
| Título             | Club                | País       | Año     |
| ------------------ | ------------------- | ---------- | ------- |
| Copa de Kazajistán | F. C. Kairat Almaty | Kazajistán | 2016-17 |